# Javier Sáenz de Cosculluela
Pour les articles homonymes, voir Sáenz.
Javier Luis Sáenz de Cosculluela, né le 11 octobre 1944 à Logroño (La Rioja) est un homme politique espagnol.

## Biographie
Il a étudié le droit du travail, dont il est licencié, à l'Université de Barcelone, et a exercé la profession d'avocat. À ce titre, il a plaidé devant le tribunal de l'ordre public (TOP) du régime franquiste.
Il est président de l'AERCO (l'association patronale des entreprises de construction) de 2008 à 2012  et directeur de l'entreprise de construction Morrison Infraestructuras.
Marié, il est père de deux filles.

## Activités politiques
Il commence son activité politique en militant contre le franquisme. Il conseille juridiquement plusieurs forces du mouvement ouvrier, et notamment l'Union générale des travailleurs (UGT).
En 1973, il rejoint le Parti socialiste ouvrier espagnol (PSOE), dont il a été secrétaire général de la fédération de La Rioja jusqu'en 1981, et secrétaire exécutif de 1981 à 1988.
Cinq ans plus tard, il est élu député de La Rioja (alors appelée province de Logroño) au cours des élections constituantes du 15 juin 1977.
Réélu au Congrès des députés lors des législatives du 1er mars 1979, il est promu au poste de porte-parole du groupe Socialiste le 3 novembre 1981. Il y est reconduit après les élections anticipées du 28 octobre 1982.
Le 5 juillet 1985, Javier Sáenz de Cosculluela est nommé ministre des Travaux publics et de l'Urbanisme à l'occasion d'un vaste remaniement du premier gouvernement de Felipe González.
Il est reconduit au Congrès des députés à la suite des législatives du 22 juin 1986, puis au gouvernement le 26 juillet suivant. Il en va de même, respectivement, les 29 octobre et 7 décembre 1989.
Javier Sáenz de Cosculluela est finalement remplacé, le 12 mars 1991, au cours d'un important remaniement du troisième cabinet González par Josep Borrell, nommé ministre des Travaux publics et des Transports.
Le 16 avril suivant, il est élu président de la commission constitutionnelle du Congrès des députés.
Il est réélu député de La Rioja aux élections du 6 juin 1993, puis devient président de la commission de la Justice et de l'Intérieur le 21 février 1995.
Lors des élections législatives anticipées du 3 mars 1996, remportées par le Parti populaire (PP), il est élu représentant de Madrid. Il conserve son mandat jusqu'à la fin de la législature, en janvier 2000, puis abandonne la vie politique.
Le 14 novembre 2023, il annonce dans une lettre ouverte qu'il abandonne le Parti socialiste, reprochant à celui-ci de s'être associé avec les partis indépendantistes catalans pour se maintenir au pouvoir et de proposer une amnistie pour les personnes mises en cause dans l'organisation de la consultation de 2014 et/ou du référendum de 2017 sur l'indépendance de la Catalogne.